# 쾨페니크 피의 1주일
쾨페니크 피의 1주일(독일어: Köpenicker Blutwoche)은 1933년 6월 21일에서 6월 26일까지 나치 돌격대가 베를린 교외의 쾨페니크에서 수백명의 민간인들을 체포, 고문, 살해한 1주일을 말한다. 사건이 발생한 쾨페니크는 좌파와 유대인이 많이 산다고 여겨지는 동네였다.
이 사태를 연출한 것은 돌격대지도자 헤르베르트 게르케였다. 지역 돌격대 여단이 나치 반대자 또는 유대인으로 여겨진 주민 500여명을 끌고 갔고, 이 과정은 경찰 및 베를린 다른 지구의 돌격대 부대들이 지원했다. 잡혀간 사람들은 모욕과 고문을 당했고, 최소 23명이 살해되었다. 일부는 고문 후유증으로 나중에 죽기도 했다. 생존자들도 심각한 신체적 정신적 외상을 안고 살았다. 쾨페니크 피의 1주일은 1933년 1월 나치가 집권한 이후 변화한 사회를 가장 극적으로 또한 가장 초기에 보여준 사건이었다. 베를린 대관구지휘자 요제프 괴벨스는 같은 기간에 사망한 돌격대 대원 3명을 추모하는 것으로 이 사건을 묻어 버렸다. 나치 정권이 패망한 이후, 이 사건의 가해자들은 1947년에서 1950년 사이에 기소되어 실형을 선고받았다.